# Nørhald
Nørhald is een voormalige gemeente in Denemarken. Bij de herindeling van 2007 werd de gemeente bij Randers gevoegd.
De oppervlakte bedroeg 201,03 km². De gemeente telde 8627 inwoners waarvan 4438 mannen en 4189 vrouwen (cijfers 2005). Nørhald telde in juni 2005 310 werklozen. Er waren 3549 auto's geregistreerd in 2004.